# Simone Vanni
Simone Vanni (Pisa, 16 de febrero de 1979) es un deportista italiano que compitió en esgrima, especialista en la modalidad de florete.
Participó en los Juegos Olímpicos de Atenas 2004, obteniendo una medalla de oro en el torneo por equipos (junto con Andrea Cassarà y Salvatore Sanzo) y el quinto lugar en la prueba individual.
Ganó seis medallas en el Campeonato Mundial de Esgrima entre los años 2002 y 2009, y cinco medallas en el Campeonato Europeo de Esgrima entre los años 2001 y 2009.

## Palmarés internacional
| Juegos Olímpicos   | Juegos Olímpicos       | Juegos Olímpicos  | Juegos Olímpicos    |
| Año                | Lugar                  | Medalla           | Prueba              |
| ------------------ | ---------------------- | ----------------- | ------------------- |
| 2004               | Atenas (Grecia)        | Medalla de oro    | Florete por equipos |
| Campeonato Mundial |                        |                   |                     |
| Año                | Lugar                  | Medalla           | Prueba              |
| 2002               | Lisboa (Portugal)      | Medalla de oro    | Florete individual  |
| 2003               | La Habana (Cuba)       | Medalla de oro    | Florete por equipos |
| 2003               | La Habana (Cuba)       | Medalla de plata  | Florete individual  |
| 2005               | Leipzig (Alemania)     | Medalla de plata  | Florete por equipos |
| 2006               | Turín (Italia)         | Medalla de bronce | Florete por equipos |
| 2009               | Antalya (Turquía)      | Medalla de oro    | Florete por equipos |
| Campeonato Europeo |                        |                   |                     |
| Año                | Lugar                  | Medalla           | Prueba              |
| 2001               | Coblenza (Alemania)    | Medalla de oro    | Florete individual  |
| 2002               | Moscú (Rusia)          | Medalla de oro    | Florete por equipos |
| 2005               | Zalaegerszeg (Hungría) | Medalla de oro    | Florete por equipos |
| 2007               | Gante (Bélgica)        | Medalla de bronce | Florete por equipos |
| 2009               | Plovdiv (Bulgaria)     | Medalla de oro    | Florete por equipos |